# Zara
Zara es una cadena de moda española de Arteijo, (La Coruña), España. Perteneciente al grupo Inditex, fue fundada por Amancio Ortega y Rosalía Mera. Es la cadena insignia del grupo textil Inditex y cuenta con 1939 tiendas repartidas por todo el mundo.
Zara obtuvo el primer puesto en el ranking de las Mejores Marcas Españolas 2017, publicado por la consultora estratégica de marca global Interbrand. Zara fue reconocida como la marca más valiosa de España, por encima de Movistar y Banco Santander. Un año más, según el ranking 'Mejores Marcas Españolas 2019', Zara sigue siendo la marca más valiosa de España.
En 2024, Zara (incluyendo Zara Home) alcanzó una facturación  de 27.778 millones de euros, lo que representa un crecimiento del 6,6% interanual. 

## Historia

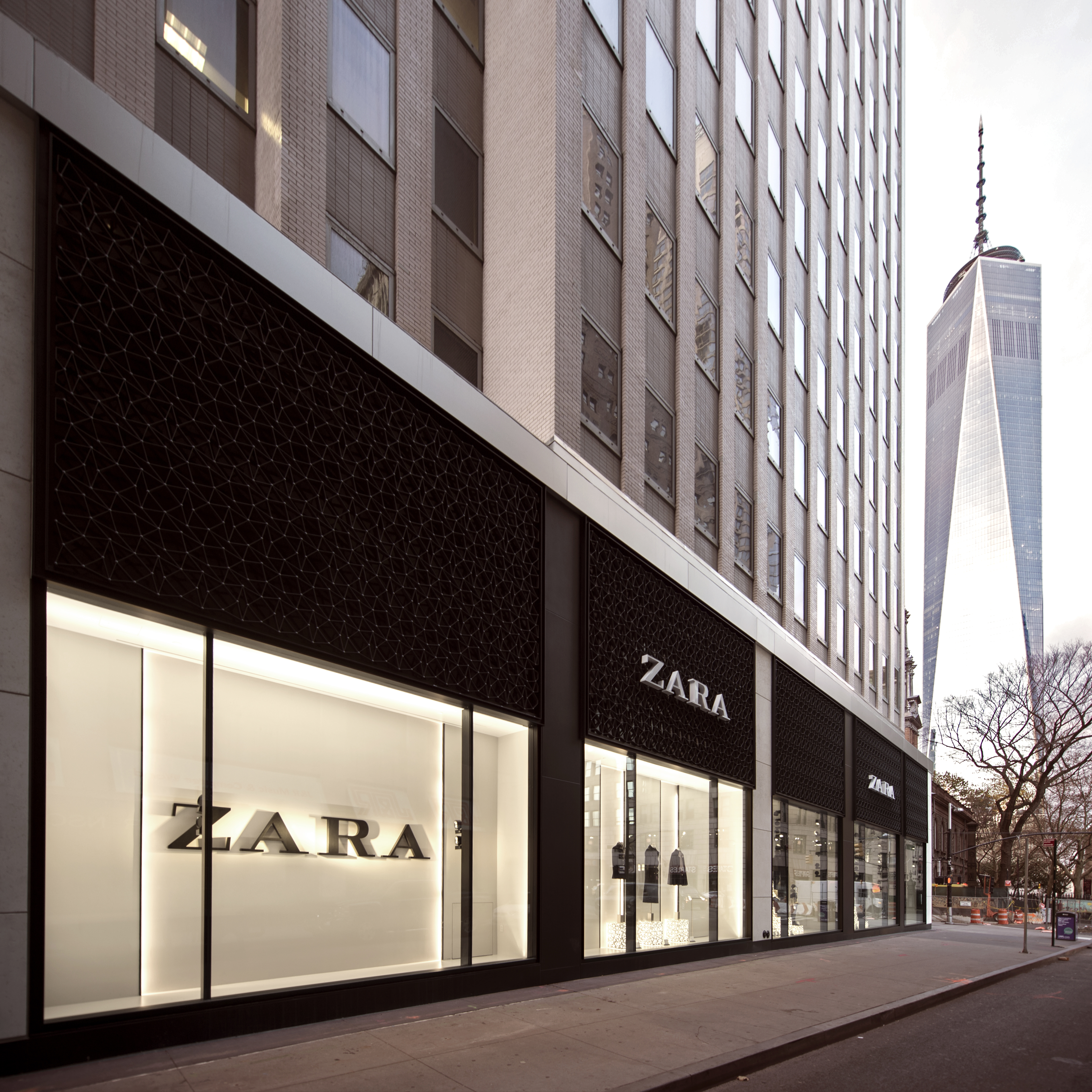
Tienda Zara en la quinta avenida de Nueva York, Estados Unidos.

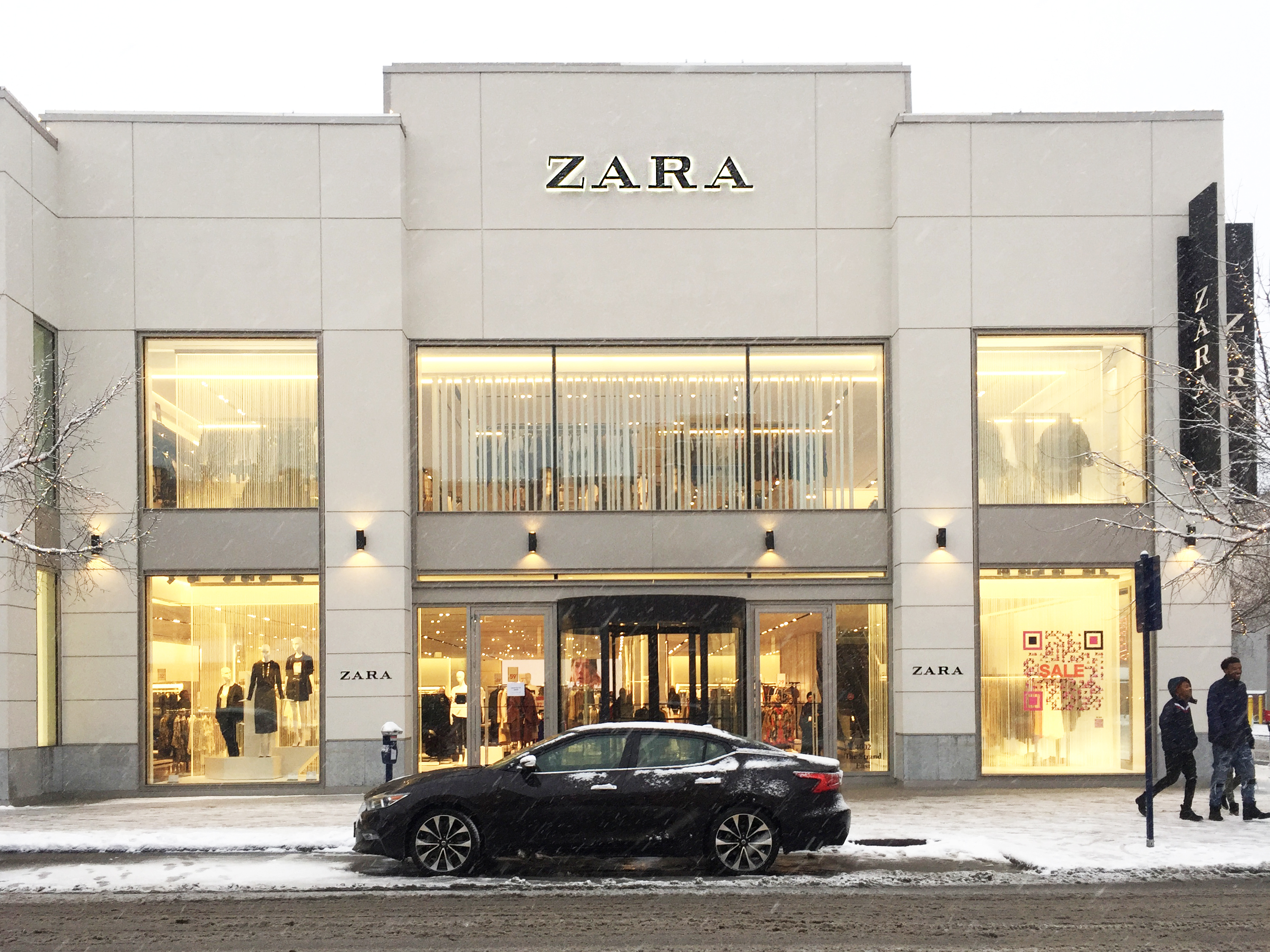
Tienda Zara en Columbus (Ohio) Estados Unidos.

Marca en relieve Una decoración identificativa estilizada, usada en la solapa de un esmoquin o chaqueta de traje ZARA, actualmente en exhibición en el Muzeum Miniaturowej Sztuki Profesjonalnej Henryk Jan Dominiak en Tychy, 11 × 16 mm, hecha de metal.

En 1975, Amancio Ortega, fundador de Inditex, abrió la primera tienda Zara en La Coruña, España, cerca de las fábricas situadas en la cercana localidad de Arteijo (La Coruña), donde vendía ropa de mujer, hombre y niño. Primeramente, Ortega nombró a su tienda Zorba después de ver la clásica película Zorba el Griego, pero tras enterarse de que había un zapatería con el mismo nombre dos calles más abajo reorganizaron las letras moldeadas para que el letrero dijera “Zara”.
La primera tienda presentaba productos similares a los productos de moda popular y de alta gama pero a bajo precio. Esto supuso un éxito inesperado y Zara comenzó a expandirse por toda España.
Amancio Ortega cambió todo la cadena de fabricación de la ropa: el diseño, la fabricación y el proceso de distribución para reducir los plazos de entrega y poder así reaccionar a las nuevas tendencias de una manera más rápida. A esto es lo que hoy en día denominamos “moda instantánea”, un concepto que suponía cambiar las colecciones de Zara cada semana en lugar de cada tres meses (como lo hacían usualmente otros minoristas), lo que a su vez hacía que la variedad de piezas fuera prácticamente infinita e invitaba a los consumidores a adquirir mucho más en un lapso corto de tiempo. Las mejoras incluyeron además el uso de tecnologías de la información y el uso de grupos de diseñadores en lugar de individuos.
En 1985, se crea el grupo Inditex. En 1988 Zara abrió su primera tienda fuera de España en la ciudad de Oporto, Portugal.
En 1989, ingresó a los Estados Unidos, y luego a Francia en 1990.
La estrategia de expansión de Zara selecciona cuidadosamente las ciudades en que abrirán tiendas Durante la década de 1990, Zara se expandió a México (1992), Grecia, Bélgica y Suecia (1993), Venezuela y Argentina (1998), Chile y Uruguay (1999), Italia (2002), Rusia, Malasia e Irlanda (2003), China, Marruecos, Estonia, Hungría y Rumanía (2004), Filipinas, Panamá e Indonesia (2005), Colombia (2007), Corea del Sur (2008), India y Taiwán (2010), Sudáfrica y Australia (2011), Ecuador (2012), Nicaragua y Paraguay (2016). Pablo Isla, consejero delegado de Inditex desde 2005, y desde 2011 presidente de la compañía, ha seguido con su estrategia de internacionalización y nuevas aperturas, ya sean establecimientos físicos o plataformas de venta por internet.
En 2015, fueron abiertas 77 nuevas tiendas de Zara, hasta llegar a las 2162 en 88 países. En 2017, Zara fue reconocida como la marca española más valiosa del mundo.

## Tienda
Según la memoria anual de 2021, Zara tenía 1939 tiendas en el mundo, distribuidas en 215 mercados en los cinco continentes. Siendo España su principal mercado con 256 tiendas, seguido de China con 133 y 116 en Francia. 
Las tiendas tienen una superficie media de 732m2.
Esta marca de moda junto con el gigante chino del comercio electrónico Alibaba, establece en octubre de 2014 acuerdos para una expansión más rápida, barata y efectiva hacia el interior de China continental.
Las tiendas Zara se encuentran en centros comerciales y en las calles más importantes de venta en todo el mundo. Zara suele seleccionar las áreas mejor ubicadas y más caras del mundo para dar una mejor reputación a su marca. Zara cuenta con tiendas en la Quinta Avenida de Nueva York, Hollywood Boulevard en Los Ángeles, Oxford Street en Londres, calle Serrano de Madrid, calle Madero en Ciudad de México, Via del Corso en Roma, Campos Elíseos de París, Zona T en Bogotá, Avenida Nevski en San Petersburgo, Av. Santa Fe en Buenos Aires, plaza Daniel Leo en Aruba, Dubai Mall en Dubái, los distritos de Shibuya y Ginza en Tokio, Gangnam en Seúl, el centro de Hong Kong, entre muchos otros.
En los nueve primeros meses de su ejercicio, Inditex aumentó sus ventas un 10 % hasta los 17 963 millones de euros (2017).
En abril de 2022, Zara abrió su tienda más grande, en el Edificio España en Madrid (plaza de España). La tienda tiene una superficie de 7700 metros cuadrados, siendo también la tienda más grande de Inditex en el mundo.
En septiembre del 2022, Zara de la mano de su tienda Zara Home "inaugura su primera tienda integrada dentro del programa for&from". La tienda está localizada en el centro comercial The Style Outlets, en San Sebastián de los Reyes, con 400 metros cuadrados.

### App Zara para Smartphone
La marca dispone de una aplicación para teléfonos inteligentes donde se permite:
- Guardado de tickets de compra (Zara QR con usuario registrado).
- Pago mediante QR con tarjeta bancaria, tarjeta regalo, tarjeta abono (Wallet)
- Localización del producto en tienda.
- Compras exprés del producto disponible en la tienda (modo tienda).
- Disponibilidad de producto en tiendas.
- Visionado de la colección y las novedades
- Atención al cliente mediante chat
- Revisión, supervisión y devolución (1.95€) de pedidos.
- Gestión del perfil de usuario.
- Ayuda al usuario.
La mayoría de estas funciones también se permiten a través del navegador movil.

### Ventas por internet

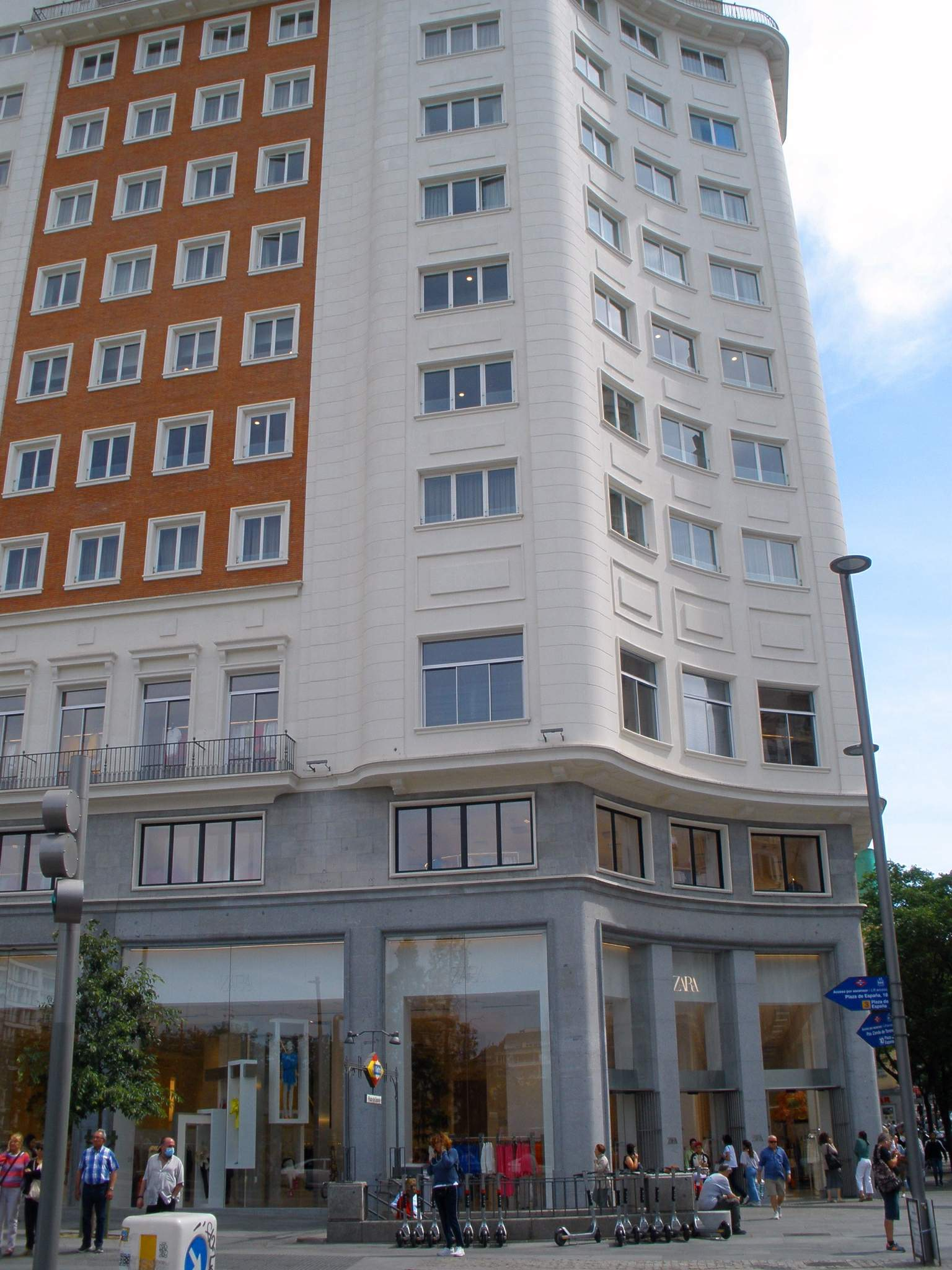
Zara de la plaza de España de Madrid, inaugurado en 2022 y ocupando varias plantas del Edificio España, es el establecimiento de la marca con más superficie comercial del mundo.

La plataforma en línea de Zara, presente en 29 mercados distintos en todo el mundo, recibe 2,5 millones de usuarios únicos al día, y más de 30 millones al mes. En marzo de 2018, Zara lanzó su tienda en línea en Australia y Nueva Zelanda, sumando dos nuevos mercados mundiales a los que tiene alcance. En total, ya son 49 los mercados en los que la marca tiene presencia de ecommerce. Durante el Black Friday de 2017, Zara alcanzó su récord de ventas en línea con 249.216 pedidos en solo una hora.
Zara Home fue la primera en estrenar tienda en Internet en 2007, con disponibilidad de ventas en Europa. La opción de compra en línea estaba disponible en 13 países de Europa: España, Alemania, Bélgica, Dinamarca, Francia, Grecia, Países Bajos, Irlanda, Italia, Luxemburgo, Portugal, Reino Unido y Suecia. El catálogo de la tienda en línea constaba de 2.000 productos de todas las colecciones de Zara Home y Zara Home Kids. En 2015, Zara Home se convirtió en la primera enseña de Inditex en vender productos a través de su tienda en línea, en el hemisferio sur, en Australia.
En febrero de 2020 la marca anunció su tienda en línea para Argentina.
Las ventas en línea se pueden realizar desde diferentes plataformas: en tienda con atención personalizada y asistencia de los dependientes, dispositivos móviles (web o app), o desde la web en ordenador de sobremesa. 
Las compras asistidas en tienda permiten el pago en efectivo. A través de app o web, los métodos habituales según zona geográfica.  

### Modelos virtuales
En marzo de 2018, el grupo Inditex anunció la llegada de modelos virtuales a las tiendas de Zara en abril del mismo año. Esta experiencia de realidad aumentada le permitirá a los clientes ver hologramas de modelos portando algunas de las prendas disponibles en el local. Para poder ver los hologramas, que se moverán en 360 grados, los usuarios deberán descargar la aplicación ZARA AR. Esta tecnología será implementada a partir del 18 de abril de 2018, en 120 grandes tiendas de Zara alrededor del mundo. Desde 2022 algunos modelos de calzado se pueden ver probados de manera virtual.

### Identidad visual (logotipo)

Logotipo de Zara de 1975 a 1980.
Logotipo de Zara de 1980 a 2008.
Logotipo de Zara de 2008 a 2019.
Logotipo actual desde 2019.

### Probadores inteligentes
En diciembre de 2015, Zara comenzó a instalar en sus tiendas, probadores inteligentes con pantallas táctiles. A través de las mismas, los clientes pueden escanear las prendas que quieren probarse e indicar si quieren cambiar el color o la talla de la prenda, o incluso pedir un artículo nuevo. Las primeras tabletas táctiles fueron instaladas en los vestidores de la tienda principal de Zara en San Sebastián (Guipúzcoa) España.
A 2023, muchas tiendas de Zara disponen de probadores en régimen de autoservicio donde el cliente acerca las prendas que desea probarse a una pantalla y se le asigna un probador automáticamente.

### Suministro
La cadena de suministro de la empresa es rápida y flexible. Las colecciones tienen mucha rotación, lo cual es analizado como uno de sus éxitos empresariales.
Zara cuenta con tres centros logísticos, el principal situado en Arteijo (La Coruña) España , donde abrió el primer almacén en 1975 y otros dos en Zaragoza y Madrid (todos en España). Los productos de Zara se suministran sobre la base de las tendencias de consumo. Su alta capacidad de respuesta crea productos para abastecer sus tiendas dos veces por semana. Después de determinado el diseño del producto, se lleva de diez a quince días en estar disponibles a las tiendas. Toda la ropa se procesa a través del centro de distribución en España. Los nuevos artículos son inspeccionados, ordenados, etiquetados y se cargan en camiones. En la mayoría de los casos, la ropa se entrega dentro de 48 horas. Zara produce más de 450 millones de piezas por año.
Zara posee la tecnología de identificación por radiofrecuencia (RFID, en sus siglas en inglés) que permite identificar individualmente las prendas desde las plataformas logísticas hasta su venta.

## Colecciones disponibles
En sus tiendas, Zara sigue la estrategia de fast fashion de ofrecer diferentes alternativas al consumidor en un mismo espacio. Así, aunque centrada en su mayor parte en la ropa de mujer, la oferta de productos de Zara lo convierte en el lugar perfecto para crear el fondo de armario para toda la familia.

### Woman & Basic
Se trata de la línea más extensa y la primera que existió en la tienda. Los materiales, los detalles, el diseño, son más elaborados que en otras colecciones por lo que su público suele tener mayor exigencia, presupuesto y edad. Los productos de esta colección son muy variados en cuanto a estilo. Así, las mujeres pueden encontrar la prenda perfecta para ir a trabajar y, al mismo tiempo, esa prenda especial e innovadora que marca la diferencia en su armario. Esta colección cumple la función de seguir las tendencias de las marcas de Alta Costura, a un precio más asequible. Es la colección con una media de precio más alto.

### Trafaluc - TRF
Fue la línea joven de la firma. A comienzos del año pasado fue unificada junto con la línea de Zara Woman y dejó de existir como tal. La importancia que tuvo esta línea se basó principalmente en la accesibilidad que brindaba al público adolescente. Precios más asequibles y diseños más juveniles que seguían las tendencias más a pie de calle. Las prendas, de menor calidad que en Zara Woman, eran el ejemplo perfecto de fast fashion, estrategia que el grupo Inditex sigue con otras de sus firmas: Bershka, Stradivarius y Pull & Bear.

### Man
Se trata de la línea de moda para hombre. Sigue una estrategia conjunta de prendas de mayor calidad a un precio mayor junto con prendas más asequibles y con un estilo más juvenil. 

### Kids
Es la línea de moda para niños y niñas. La oferta de Zara en esta línea se extiende desde la ropa de recién nacido hasta la preadolescencia. Los precios son mucho más reducidos que en las líneas mencionadas anteriormente. Una opción económica y divertida para llenar el armario de los más pequeños de la casa. 

### Z3D
En octubre de 2024, Zara lanza esta sección dirigida a mayores de 14 años a través de cuyas prendas los adolescentes podrán crear un estilo e identidad propia. 

## Sostenibilidad
Aspiramos a ser agentes del cambio y líderes en la transformación sostenible en nuestro sector, y eso significa no sólo contar con objetivos particularmente estrictos y rigurosos. Consejero delegado de Inditex, Óscar García.

### Información de Sostenibilidad, Changemaker
La empresa dispone de personal específico formado en sostenibilidad en las tiendas que pueden atender dudas del cliente, y que a su vez informan al resto del personal de lo más relevante.
El "Responsable" de Sostenibilidad es el Changemaker.

### Sostenibilidad social
Cuenta con 165.000 trabajadores.
177 nacionalidades.
Una media de edad de 29 años.
81% mujeres en puestos directivos.
Entre otros beneficios sociales, ayudas para hijos menores o estudios universitarios.

### Sostenibilidad económica
Balances de beneficios positivos de manera habitual.
Aumento y reestructuración salaria a plantilla de tiendas en 2023.

### Sostenibilidad de Productos y Medioambiental
Las políticas medioambientales y en los productos van muy unidas, pues la producción es la que genera el impacto ambiental.
Cabe destacar la identificación Join Life que ha estado vigente cara al cliente desde 2014 a 2023 y que desde 2023 pasa a estar vigente de manera interna.
Join Life ha sido la identificación de las prendas que se han fabricado con materiales reciclados o ecológicos, como el algodón orgánico, el tencel, algodón reciclado, poliéster reciclado entre otros, además de mejoran los centros de producción con mejoras técnicas y sociales: tratamiento de residuos, reducción de uso del agua, energías renovables, beneficios sociales, formación sanitaria y economía en entornos de escasos recursos,... Join Life han sido dos palabras que desde 2014 han revolucionado la compañía y haciéndola más sostenible, sobre todo a nivel productivo.
En febrero de 2023 supone un 60% de la colección total con esta denominación, pero de manera interna, pues en la temporada de primavera-verano 2023 las prendas dejan de estar identificadas cara al cliente como tal y solo se puede ver su composición en las etiquetas internas. Con esta decisión se reduce el impacto que busca la compañía, en este caso de cartón por dejar de usar la identificación en las prendas que se venía viendo juntos al precio en una pequeña tarjeta específica.
Aunque todavía falta un 40% es un gran paso para la marca que comienza así a llegar al mundo eco, necesaria y cada vez más demandada por los clientes. La firma vive una auténtica transformación en cuestiones de sostenibilidad, invirtiendo en espacios más eficientes y amables para el medio ambiente de manera externa e interna cara a sus trabajadores.

## Polémicas y causas judiciales
El documental Fíos Fóra analiza el sistema de subcontratación de pequeñas cooperativas gallegas empleado por Zara en sus inicios y la rápida deslocalización posterior, que provocó el cierre de la mayor parte de estas empresas subcontratistas y su endeudamiento en muchos casos.
En julio de 2006, la empresa Zara fue condenada por obligar a sus empleados a trabajar en domingos y festivos. La empresa incluía en los contratos de sus trabajadores una cláusula que obligaba a aceptar en estas jornadas. Sin embargo, el Juzgado de lo Social número 4 de Sevilla revocó dicha cláusula, al considerar que es contraria a los derechos constitucionales, la negociación colectiva y la libertad sindical.
En marzo de 2013 fue clausurado un taller ilegal en Buenos Aires, Argentina, en el que se confeccionaba ropa para Zara en condiciones de esclavitud. En estos talleres trabajaban en jornadas de hasta 13 horas niños y adultos en condiciones de salubridad, higiene y alimentación deficientes.
En mayo de 2017, Zara fue condenada por la justicia brasileña por mantener a trabajadores en condiciones de "trabajo esclavo" en 2011. La compañía y la Fiscalía brasileña alcanzaron un acuerdo por el que la marca pagó un millón y medio de dólares.
En julio de 2018, la empresa textil fue condenada por la justicia italiana, al haber violado la normativa de propiedad intelectual con dos prendas que Zara plagió. La sanción implicó la retirada de la venta de los productos afectados, así como un pago de 235 euros por cada una de las prendas de los diseños plagiados que se encontraran en circulación.
En marzo de 2019, Zara fue condenada por "vulnerar los derechos fundamentales de dos dependientas" de sus establecimientos en Almería, España. En octubre de 2018, Zara decidió cerrar sus tiendas situadas en el Centro Comercial Mediterráneo. Todos los empleados fueron reubicados, a excepción de 16 trabajadoras que tenían reducción de jornada por cuidado de hijos menores de edad, a quienes propuso cambios en sus condiciones laborales. Dos de estas trabajadoras acudieron al sindicato CSIF al considerar que la empresa las estaba discriminando por razón de sexo. El Juzgado Social número 3 de Almería dio la razón a las dependientas y obligó a la empresa a reubicar a las empleadas con las mismas condiciones laborales, así como a pagarles una indemnización de 6.250 euros a cada una.

### Otras polémicas
En 2014, Zara decidió retirar una camiseta del mercado por la polémica que había generado, al ser un diseño similar al que eran obligados a utilizar los judíos en los campos de concentración nazis durante la Segunda Guerra Mundial.
Han sido varias las veces que la empresa Zara ha recibido quejas de sus clientes por las imágenes que comparte en su página web. Dichas imágenes mostrarían a modelos "cada vez más delgadas o en posiciones extrañas", lo que lleva a que los clientes de la empresa textil no puedan apreciar de manera realista las prendas en venta.

## Curiosidades
En enero de 2021 se dio a conocer que contrataría por primera vez a una modelo de la talla 44. En concreto, Paloma Elsesser, una maniquí de la talla 44, de 28 años y origen afroamericano y suizo-chileno.